# Seznam ameriških armadnih skupin druge svetovne vojne
Seznam ameriških armadnih skupin druge svetovne vojne.
- 6. armadna skupina
- 12. armadna skupina
- 15. armadna skupina
- 18. armadna skupina
- Zavezniške armade v Italiji